# Hillegonda Maas
Hillegonda Maas-Van de Kamer ( 1941 ) es una botánica neerlandesa, quien trabaja científicamente con su esposo Paul Maas, en Transitorium II, Instituto de Botánica Sistemática, Heidelberglaan 2, Utrecht.

## Algunas publicaciones
- Maas, p.j.m.; h. Maas. 1988. 223. Cannaceae. In: G. Harling et al., eds. 1973. Flora of Ecuador. 5660+ vols nos. Göteborg. Vol N.º 32, pp. 1-9.

### Libros
- Maas, p.j.m.; h. Maas-Van de Kamer. 2001. Zingiberaceae Lindl. In: W.D. Stevens, C. Ulloa-Ulloa, A. Pool & O.M. Montiel (eds.), Flora de Nicaragua

- La abreviatura «H.Maas» se emplea para indicar a Hillegonda Maas como autoridad en la descripción y clasificación científica de los vegetales.[2]